# Calacanthia
Calacanthia is een geslacht van wantsen uit de familie van de Saldidae (Oeverwantsen). Het geslacht werd voor het eerst wetenschappelijk beschreven door Odo Reuter in 1891.

## Soorten
Het genus bevat de volgende soorten:

- Calacanthia alpicola (J. Sahlberg, 1880)
- Calacanthia angulosa (Kiritshenko, 1912)
- Calacanthia grandis Cobben, 1985
- Calacanthia josifovi Vinokurov, 2008
- Calacanthia sichuanica Chen & Zheng, 1987
- Calacanthia tibetana Drake, 1954
- Calacanthia trybomi (J. Sahlberg, 1878)